# Michael Bowen (aktor)
Michael Bowen Jr. (ur. 21 czerwca 1953 w Teksasie) − amerykański aktor telewizyjny i filmowy.

## Życiorys

### Wczesne lata
Urodził się w Teksasie jako syn aktorki Sonii Sorel (z domu Henius; ur. 18 maja 1921, zm. 24 września 2004) i artysty malarza z ruchu Beatnicy Michaela Bowena Sr. (ur. 8 grudnia 1937, zm. 7 marca 2009). Pradziadek jego matki Max Henius (1859–1935) był duńsko-amerykańskim biochemikiem, a prababka jego matki była siostrą historyka Johana Ludviga Heiberga (1854–1928). Jego rodzice rozwiedli się. Kiedy miał 11 lata, matka ponownie wyszła za mąż 13 sierpnia 1944 za aktora Johna Carradine, z którym miała dwóch synów: Keitha (ur. 8 sierpnia 1949) i Roberta (ur. 24 marca 1954). Carradine z poprzedniego związku z Ardanelle McCool miał także dwóch synów: Bruce’a (ur. 10 kwietnia 1933) i Davida (ur. 8 grudnia 1936, zm. 3 czerwca 2009).

### Kariera
W 1982 pojawił się po raz pierwszy na szklanym ekranie w dwóch operach mydlanych CBS: Knots Landing jako Roy Thompson i Falcon Crest jako Bill Reed oraz serialu kryminalnym NBC CHiPs z Erikiem Estradą. Po występie w komedii romantycznej Marthy Coolidge Dziewczyna z doliny (Valley Girl, 1983) u boku Nicolasa Cage, zagrał w dramacie Mniej niż zero (Less Than Zero, 1987) z Robertem Downeyem Jr., Ojciec chrzestny III (The Godfather Part III, 1990), Magnolia (1999) i Kill Bill (Kill Bill Volume 1, 2003).
Najczęściej grywał gościnnie postacie ze świata przestępczego, a czasami mało znaczące role w odcinkach seriali: Nieustraszony (1983), Drużyna A (1986), 21 Jump Street (1989), Gliniarz i prokurator (1991), Matlock (1992), Ostry dyżur (1994), Niebieski Pacyfik (1996), Nowojorscy gliniarze (1996), Z Archiwum X (2001), Obrońca (2002), Babski oddział (2002) czy CSI: Kryminalne zagadki Las Vegas (2003, 2010). W serialu Zagubieni (Lost, 2006–2007) wcielił się w postać Danny’ego Picketta.

## Filmografia
- 1982: Falcon Crest jako Bill Reed
- 1982: Forbidden World jako Jimmy Swift
- 1982-1986: Nieustraszony jako Bobby Shell
- 1983: Dziewczyna z doliny jako Tommy
- 1986: Drużyna A jako Rusty
- 1984: The Wild Life jako Vince
- 1984: Noc komety jako Larry Dupree
- 1984: Na krawędzi jako oficer celny
- 1984-89: Autostrada do nieba jako Jack Harn
- 1985: Wakacje w kurorcie jako Scoot
- 1986: Żelazny Orzeł jako Knotcher
- 1986: The Check Is in the Mail... jako Gary Jackson
- 1986: Echo Park jako August
- 1992: Matlock jako Jay Reynolds
- 1987: Mniej niż zero jako Hop
- 1987: Grace i Chuck jako Hot Dog
- 1987: Porwanie Kari Swenson jako Dan Nichols
- 1987: W ogniu jako Joe Leary Jr
- 1989: 21 Jump Street
- 1991: Gliniarz i prokurator
- 1988-1991: China Beach jako Stepakoff
- 1989: Mordercze namiętności jako Berke
- 1989: Morderstwo po amerykańsku jako Mick Drummond
- 1989: Rozdanie Shannona jako Scotty Powell
- 1989: Historia Ryana White’a jako Harley
- 1990: Ojciec chrzestny III jako Mask
- 1990: Shannon's Deal jako Scotty Powell
- 1991: Shoot First: A Cop's Vengeance jako gliniarz
- 1991: Jak obrobić Beverly Hills jako gliniarz z LA
- 1991: Kid jako Harlan
- 1992: Taniec na wodzie jako rowerzysta
- 1992: Bonnie & Clyde: The True Story jako Buck Barrow
- 1992: Operacja „Obserwator” jako Slater
- 1993: Casualties of Love: The Long Island Lolita Story jako Paul Makely
- 1993: Słodka zbrodnia jako detektyw Culbertson
- 1993: Visions of Murder jako policjant
- 1993–2005: Nowojorscy gliniarze jako David Tierney
- 1993–2002: Z Archiwum X jako Dwight Cooper
- 1993-94: Przygoda na Dzikim Zachodzie jako biskup Brackman
- 1994: Gliniarz z Beverly Hills III jako Fletch
- 1994: Kaliber 45 jako Ranger X
- 1994: Eden przyszłości jako Kyne
- 1995: Trial by Fire jako Roger Gill
- 1995–2005: JAG – Wojskowe Biuro Śledcze jako Denny
- 1996: Prawdziwa zbrodnia jako Earl Parkins
- 1996–2001: Nash Bridges jako Alex Munson
- 1997: Jackie Brown jako Mark Dargus
- 1997: Nadbagaż jako Gus
- 1997: Don King – król boksu jako Boxing Spectator
- 1997: Kochanek śmierci jako Mike Logan
- 1997-98: Brooklyn South
- 1998-99: Cupid jako Mike Logan
- 1998: Listy od zabójcy jako Parker
- 1998: Timothy Leary's Dead jako on sam
- 1998−1999: Potępieniec jako Robert Bush
- 1999: Gideon jako Billy Ray Turner
- 1999: Ja i Will jako George
- 1999: Magnolia jako Rick Spector
- 1999: Natural Selection jako Willie
- 1999: Final Payback jako Steve Ghallagher
- 2000–2001: Partnerki jako Henry Fowler
- 2000: Jak poślubić miliarderkę jako Franklyn
- 2001–2004: Babski oddział jako Ray
- 2002: Obrońca
- 2001: Zawód negocjator jako Frank Foley
- 2002: Jackie Brown: How It Went Down jako on sam
- 2002: Górnicy z Pensylwanii jako Robert Pugh
- 2003: Kill Bill jako Buck
- 2004: Z podniesionym czołem jako szeryf Stan Watkins
- 2004: Po zachodzie słońca jako kierowca FBI
- 2005: Self Medicated jako Dan Jones
- 2005: Before, During and 'After the Sunset'  jako on sam
- 2005: The Inside jako Bill Strong
- 2005: Lethal Eviction jako Lewis
- 2006: What We Did on Our Holidays jako Hollerenshaw
- 2006: Zagubieni jako Danny Pickett
- 2007: Permanent Vacation jako Hollerenshaw
- 2007: Podwójna tożsamość (The Death and Life of Bobby Z) jako Duke
- 2007: Dear Me jako Andre Marceau
- 2008: Autopsy jako Travis
- 2009: Śmiertelna gorączka 2 jako dyrektor Sinclair
- 2011: Breaking Bad jako Jack Welker